# Liste der Brücken über die Vièze
Die Liste der Brücken über die Vièze enthält die Brücken der Vièze im Kanton Wallis in der Schweiz, von der Quelle oberhalb Champéry bis zur Mündung bei Monthey in die Rhone.

## Brückenliste
41 Brücken überqueren den Fluss: 16 Fussgänger-, 15 Strassen-, sieben Feldweg-, zwei Rohrleitungs- und eine Eisenbahnbrücke.
| Bild                 | Name                                        | Ort                          | Lage | Funktion                                                            | Konstruktion    | Material    | Länge in m | Höhe m ü. M. | Bemerkungen |
| -------------------- | ------------------------------------------- | ---------------------------- | ---- | ------------------------------------------------------------------- | --------------- | ----------- | ---------- | ------------ | --- |
|                      | Brücke beim Chalet Les Boutiers             | Champéry                     |      | Feldwegbrücke                                                       | Balkenbrücke    | Holz        | 5          | 1484         | - Zufahrt zum Chalet Route du Col de Cou 9. |
|                      | Brücke bei Les Boutiers                     | Champéry                     |      | Feldwegbrücke                                                       | Balkenbrücke    | Stahl       | 8          | 1475         | - Zufahrt zum Chalet Route du Col de Cou 7. - Wanderweg |
|                      | Brücke unterhalb des Chalet d'alpage        | Champéry                     |      | Feldwegbrücke                                                       | Balkenbrücke    | Stahl Holz  | 14         | 1414         | |
|                      | Brücke bei Planafrâche                      | Champéry                     |      | Feldwegbrücke                                                       | Balkenbrücke    | Holz        | 10         | 1340         | |
|                      | Brücke bei Le Gonfle                        | Champéry                     |      | Feldwegbrücke                                                       | Balkenbrücke    | Holz        | 10         | 1306         | - Wanderweg |
|                      | Chemin des Chapelles-Brücke                 | Champéry                     |      | Feldwegbrücke mit Rohrleitung an der Brückenwand                    | Balkenbrücke    | Beton       | 12         | 1121         | - Allgemeines Fahrverbot - Verbot für Velos und Motorfahrräder - Verbot für Tiere (Pferd) - Privatweg zum Gebäude Chemin des Chapelles 1. - Wanderweg |
|                      | Brücke beim Hotel Le Grand Paradis          | Champéry                     |      | Feldwegbrücke                                                       | Balkenbrücke    | Stahl       | 11         | 1060         | - Einfahrt verboten - Verbot für Velos und Motorfahrräder - Verbot für Fussgänger - Privatareal |
|                      | Brücke beim Parkplatz Grand Paradis         | Champéry                     |      | Strassenbrücke (zweispurig) mit Trottoir                            | Balkenbrücke    | Stahl       | 10         | 1053         | - Die Zufahrtsstrasse zum Parkplatz des Sessellifts Grand Paradis ist mit einer elektronischen Schranke versehen. - Wanderweg |
|                      | Pont des Moulins (Route du Grand-Paradis)   | Champéry                     |      | Strassenbrücke (zweispurig)                                         | Bogenbrücke     | Stein Beton | 26         | 1036         | - Die Brücke wurde 1882 erbaut. - Wanderweg |
|                      | Chemin de Vièze-Brücke                      | Champéry                     |      | Strassenbrücke (einspurig)                                          | Balkenbrücke    | Beton       | 10         | 1013         | - Allgemeines Fahrverbot: Anwohner gestattet - Wanderweg |
|                      | Brücke bei Le Progrès                       | Champéry                     |      | Fussgängerbrücke                                                    | Balkenbrücke    | Stahl Holz  | 17         | 981          | - Wanderweg |
|                      | Brücke bei Rangeuse                         | Champéry                     |      | Fussgängerbrücke                                                    | Balkenbrücke    | Stahl Holz  | 20         | 922          | - Wanderweg |
|                      | Chemin de Souscex-Brücke                    | Champéry                     |      | Strassenbrücke (einspurig)                                          | Bogenbrücke     | Stein Beton | 10         | 909          | - Allgemeines Fahrverbot: Berechtigte gestattet - Wanderweg |
|                      | De La Naula-Brücke                          | Champéry – Val-d’Illiez      |      | Strassenbrücke (zweispurig)                                         | Balkenbrücke    | Beton       | 13         | 866          | - Die Brücke wurde 1970 erbaut. - Wanderweg |
|                      | Steg bei St-Léonard                         | Val-d’Illiez                 |      | Fussgängerbrücke                                                    | Balkenbrücke    | Stahl       | 24         | 837          | - Der Steg darf bei geschlossenem Tor nicht überquert werden. Der Übergang wird geschlossen, wenn die in der Nähe gelegene Schiessanlage benutzt wird. |
|                      | Au Moulin-Brücke (Route du Stand)           | Val-d’Illiez                 |      | Strassenbrücke (einspurig) mit Rohrleitung an der Brückenwand       | Balkenbrücke    | Beton       | 21         | 814          | - Wanderweg |
|                      | D'Acier-Brücke                              | Val-d’Illiez                 |      | Strassenbrücke (zweispurig)                                         | Balkenbrücke    | Beton       | 21         | 788          | - Die Brücke wurde 2009 neu erstellt. - Sie ersetzte eine Brücke von 1967. - Wanderweg |
|                      | Obere Thermalbad-Brücke                     | Val-d’Illiez                 |      | Fussgängerbrücke                                                    | Gedeckte Brücke | Holz        | 12         | 787          | - Die Brücke wurde 1996 erbaut. - Die Brücke befindet sich auf dem Les Thermes Parc-Areal, das seit 2019 geschlossen ist. - An der Brücke wurde eine Hinweistafel montiert: Geruch von schwefelhaltigem Wasser |
|                      | Untere Thermalbad-Brücke                    | Val-d’Illiez                 |      | Fussgängerbrücke                                                    | Gedeckte Brücke | Holz        | 12         | 786          | - Die Brücke wurde 2000 erbaut. - Die Brücke befindet sich auf dem Les Thermes Parc-Areal, das seit 2019 geschlossen ist. |
|                      | Chemin de la Vièze-Brücke                   | Val-d’Illiez                 |      | Strassenbrücke (zweispurig) mit Rohrleitungen an der Brückenwand    | Balkenbrücke    | Beton       | 12         | 783          | - Wanderweg |
|                      | Brücke oberhalb des Stade de Fayot          | Troistorrents – Val-d’Illiez |      | Fussgängerbrücke                                                    | Balkenbrücke    | Stahl       | 22         | 732          | |
|                      | Brücke beim Stade de Fayot                  | Troistorrents                |      | Fussgängerbrücke                                                    | Fachwerkbrücke  | Stahl       | 20         | 713          | |
|                      | Pont du Pas                                 | Troistorrents                |      | Strassenbrücke (zweispurig)                                         | Bogenbrücke     | Stein       | 34         | 706          | - Die im Inventar historischer Verkehrswege der Schweiz (IVS) aufgeführte Brücke wurde 1736 erbaut. - TPC-Buslinien 108 (Monthey – Troistorrents Propéraz) und 109 (Monthey – Choëx, Ecole) |
|                      | Passerelle Troistorrents-Chenarlier         | Troistorrents                |      | Fussgängerbrücke Rohrleitungsbrücke                                 | Hängebrücke     | Stahl       | 185        | 638          | - Die 70 m hohe Brücke wurde 2021 erbaut. - Die Brücke trägt auch fünf Versorgungsrohre für die Trinkwasserversorgung des Ortsteils Chenarlier. |
|                      | Pont du Diable                              | Troistorrents                |      | Fussgängerbrücke                                                    | Bogenbrücke     | Stein       | 26         | 630          | - Die Brücke wurde 1936 erbaut. - Wanderweg - Bei der Brücke wurde eine Hinweistafel montiert: Die Sage der Teufelsbrücke |
|                      | Passerelle des Gorges de la Vièze           | Troistorrents – Monthey      |      | Fussgängerbrücke                                                    | Hängebrücke     | Stahl       | 100        | 473          | - Die 60 m hohe Brücke wurde 2016 erbaut. - Wanderweg |
|                      | Rohrleitungsbrücke bei der Cemo Hydro Plant | Monthey                      |      | Rohrleitungsbrücke                                                  | Balkenbrücke    | Stahl       | 30         | 426          | |
|                      | Vièze-Brücke                                | Monthey                      |      | Fussgängerbrücke                                                    | Gedeckte Brücke | Holz        | 20         | 421          | - Die im Inventar historischer Verkehrswege der Schweiz (IVS) aufgeführte Brücke wurde 1809 erbaut und 2002 saniert. - Die historische Brücke ist ein Kulturgut von regionaler Bedeutung. - Wanderweg |
|                      | Rue du Pont-Brücke                          | Monthey                      |      | Strassenbrücke (dreispurig) mit Trottoirs                           | Balkenbrücke    | Beton       | 25         | 421          | - Die Brücke wurde 1956 erbaut. - Höchstgeschwindigkeit 50 km/h - TPC-Buslinien 63 (Monthey – Les Cerniers), 107 (Monthey – Massongex), 108 (Monthey – Troistorrents Propéraz), 109 (Monthey – Choëx, Ecole), 110 (Monthey – Bex, sous-gare) und 114 (Monthey – Les Neyres) - Die Bushaltestelle Monthey, Vieux-Pont befindet sich bei der Brücke. |
|                      | Pont Noir (Avenue du Théâtre)               | Monthey                      |      | Strassenbrücke (zweispurig) mit Trottoirs                           | Balkenbrücke    | Beton       | 20         | 418          | - Die Brücke wurde 2012 erbaut. - Höchstgeschwindigkeit 30 km/h |
|                      | Brücke beim Stade Philippe Pottier          | Monthey                      |      | Fussgänger- und Velobrücke mit Rohrleitungen unterhalb der Fahrbahn | Balkenbrücke    | Stahl       | 17         | 413          | - Die Brücke wurde 2024 erbaut. |
|                      | Pont de Göd (Avenue de l’Europe)            | Monthey                      |      | Strassenbrücke (zweispurig) mit Trottoirs                           | Balkenbrücke    | Beton       | 42         | 412          | - Die Brücke ist seit 2007 nach der ungarischen Stadt Göd benannt, mit der Monthey eine Städtepartnerschaft pflegt. - Höchstgeschwindigkeit 50 km/h - PostAuto-Buslinie 120 (Lavey – St-Maurice – Bex – Monthey – Villeneuve) - TPC-Buslinien 102 (Monthey – Aigle), 110 (Monthey – Bex, sous-gare) und 114 (Monthey – Les Neyres)                 |
|                      | Steg beim Schwimmbad                        | Monthey                      |      | Fussgänger- und Velobrücke mit Rohrleitungen unterhalb der Fahrbahn | Balkenbrücke    | Stahl       | 17         | 411          | - Die Brücke wurde 2024 erbaut. |
|                      | Passerelle du Nant de Choëx                 | Monthey                      |      | Fussgänger- und Velobrücke mit Rohrleitungen unterhalb der Fahrbahn | Balkenbrücke    | Stahl       | 21         | 403          | - Die Brücke wurde 2024 erbaut. Sie ersetzte eine Holzbrücke von 1988. |
| Neue Brücke (im Bau) | Pont Rouge (SBB-Brücke)                     | Monthey                      |      | Eisenbahnbrücke (eingleisig)                                        | Fachwerkbrücke  | Stahl       | 37         | 403          | - Die Fachwerkbrücke (Pont Rouge) wird 2025 durch eine Balkenbrücke ersetzt. - Höchstgeschwindigkeit 115 km/h - Bahnstrecke Saint-Gingolph–Saint-Maurice - Die stündlichen Regionalzüge werden von der Regionalps gefahren. |
|                      | Route des Tardys-Brücke (west)              | Monthey                      |      | Strassenbrücke (einspurig)                                          | Balkenbrücke    | Stahl       | 21         | 403          | - Wanderweg |
|                      | Route des Tardys-Brücke (ost)               | Monthey                      |      | Strassenbrücke (einspurig)                                          | Balkenbrücke    | Stahl       | 21         | 403          | - Die Brücke wurde 2024 erbaut. |
|                      | Rohrleitungsbrücke bei Tardys               | Monthey                      |      | Rohrleitungsbrücke                                                  | Balkenbrücke    | Stahl       | 20         | 402          | |
|                      | Brücke beim Parkplatz de la Vièze           | Monthey                      |      | Fussgänger- und Velobrücke                                          | Balkenbrücke    | Stahl       |            | 401          | |
|                      | Privater Werksteg                           | Monthey – Massongex          |      | Fussgängerbrücke                                                    | Balkenbrücke    | Stahl       | 33         | 393          | - Verbot für Fussgänger: Zugang verboten (Privatareal) |
|                      | Chevalière-Brücke (Route du Rhône)          | Monthey – Massongex          |      | Strassenbrücke (zweispurig) mit Rohrleitungen an der Brückenwand    | Balkenbrücke    | Beton       | 28         | 393          | - Skatingland-Route 2 Rhône Skate (Etappe 4 Martigny – Aigle) - Veloland-Route 1 Rhone-Route (Etappe 5 Martigny – Montreux) - Wanderweg |